# Paragordius varius
Paragordius varius är en tagelmaskart som först beskrevs av Joseph Leidy 1851.  Paragordius varius ingår i släktet Paragordius och familjen Chordodidae. Inga underarter finns listade i Catalogue of Life.